# Josef Švarcbek
Josef Švarcbek (* 2. ledna 1955) je český politik, v letech 2004 až 2006 poslanec Poslanecké sněmovny PČR, v letech 2012 až 2016 zastupitel Plzeňského kraje, člen KSČM.

## Biografie
V letech 1974-1990 pracoval jako důstojník Pohraniční stráže. Absolvoval Vysokou školu politickou v Praze, kde získal v roce 1990 titul RSDr.
Ve volbách v roce 2002 kandidoval do poslanecké sněmovny za KSČM (volební obvod Plzeňský kraj). Nebyl zvolen, ale do sněmovny nastoupil dodatečně v červenci 2004 jako náhradník. Byl členem sněmovního výboru pro evropské záležitosti. Ve sněmovně setrval do voleb v roce 2006.
Dlouhodobě je aktivní na místní a regionální politické úrovni. V komunálních volbách roku 1994, komunálních volbách roku 1998, komunálních volbách roku 2002, komunálních volbách roku 2006, komunálních volbách roku 2010, komunálních volbách roku 2014 a komunálních volbách roku 2018 byl zvolen do zastupitelstva města Planá za KSČM. Profesně se k roku 1998 uvádí jako hasič-záchranář, k roku 2002 coby podnikatel, v roce 2006 jako nezaměstnaný a roku 2010 coby revizní technik. Působí jako revizní technik požární ochrany. Je velitelem výjezdové jednotky v Sboru dobrovolných hasičů Planá.
V krajských volbách roku 2012 byl zvolen do Zastupitelstva Plzeňského kraje za KSČM. Ve volbách v roce 2016 se pokoušel mandát obhájit, ale neuspěl.
Ve volbách do Senátu PČR v roce 2018 kandidoval za KSČM v obvodu č. 11 – Domažlice. Se ziskem 6,99 % hlasů skončil na 6. místě. Ve volbách do Senátu PČR v roce 2020 kandidoval za KSČM v obvodu č. 3 – Cheb. Se ziskem 8,76 % hlasů skončil na 5. místě a do druhého kola nepostoupil.